# Santa Cruz da Conceição
Santa Cruz da Conceição es un municipio brasileño del estado de São Paulo.
Se localiza a una latitud 22º08'25" Sur y a una longitud 47º27'07" Oeste, estando a una altitud de 645 metros. Su población estimada en 2004 era de 3.836 habitantes.
Posee un área de 149,87 km².

## Demografía
Datos del Censo - 2000
Población total: 3.531
- Urbana: 1.934
- Rural: 1.597
- Hombres: 1.806
- Mujeres: 1.725

Densidad demográfica (hab./km²): 23,63
Mortalidad infantil hasta 1 año (por mil): 13,51
Expectativa de vida (años): 72,53
Tasa de fertilidad (hijos por mujer): 1,91
Tasa de alfabetización: 92,29%
Índice de Desarrollo Humano (IDH-M): 0,803
- IDH-M Salario: 0,743
- IDH-M Longevidad: 0,792
- IDH-M Educación: 0,873

(Fuente: IPEAFecha)

## Hidrografía
- Arroyo del Roque
- Río del Sabino
- Río del Arouca

## Carreteras
- SP-330

## Administración
- Prefecto: Osvaldo Marchiori (2009/2012)
- Viceprefecto: Anderson Antunes (2009/2012)
- Presidente de la cámara: José Aparecido de Oliveira Leme (2009/2010)

## Religión
El Cristianismo está presente en la ciudad de la siguiente manera:

### Iglesia Católica
La iglesia católica del municipio forma parte de la Diócesis de Limeira.

### Iglesia Protestante
En la ciudad están presentes las más diversas creencias evangélicas, principalmente pentecostales, incluidas las Asambleas de Dios de Brasil (la iglesia evangélica más grande del país), Congregación Cristiana, entre otras. Estas denominaciones están creciendo cada vez más en todo Brasil.